# Rilski Sportist Samokow
Der PFK Rilski Sportist Samokow (bulgarisch: ПФК Рилски спортист Самоков) ist ein bulgarischer Fußballverein aus Samokow. Er verbrachte zwei Spielzeiten in der A Grupa, der höchsten Spielklasse Bulgariens.

## Allgemeines
Der Verein wurde Mitte Februar 1947 als Zusammenschluss aus den Vereinen Benkowski Samokow (seit 1924) und Lewski Samokow (seit 1930) gegründet. Der Name Rilski Sportist bedeutet dt.: Sportler vom Rila. Die Fans werden als die Skifahrer bezeichnet.
Zur Saison 1968/69 gelang der Aufstieg in die Gruppe Süd der B Grupa. In dieser Saison konnte als Tabellenelfter die Klasse gehalten werden. Zum Ende der Folgesaison stand Platz 16 und der Abstieg in die damalige W Grupa. 1985 gelang der Wiederaufstieg in die B Grupa und der Abstieg in der Saison 1985/86 konnte nur durch eine bessere Tordifferenz vermieden werden. Nach der Folgesaison kam erneut der Abstieg in die W Grupa. 2001 in die B Grupa aufgestiegen, folgte direkt die Meisterschaft und damit der Aufstieg in die A Grupa.

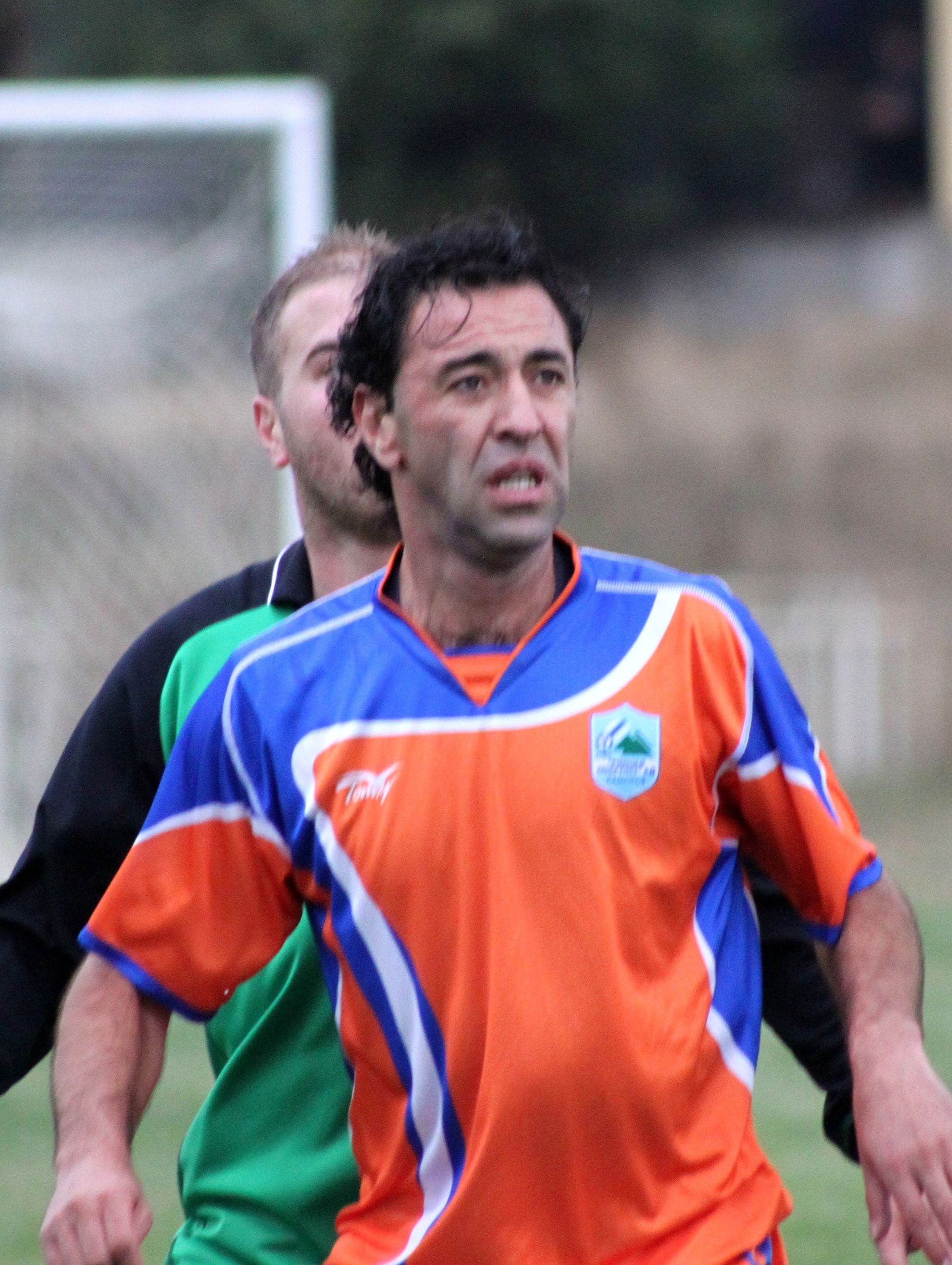
Wassil Kirow im Trikot von Rilski Sportist Samokow, 2010

Die größten Vereinserfolge waren die Aufstiege in die A Grupa zur Saison 2002/03 und zur Saison 2006/07, allerdings stieg man jeweils direkt wieder ab. Nach dem erneuten Abstieg aus der A Grupa konnte die Saison 2003/04 als Tabellensechster der B Grupa abgeschlossen werden. Es folgte ein Platz 5 und die Meisterschaft in der Saison 2005/06 mit dem abermaligen Aufstieg in die A Grupa. Mit dem Platz 14 in der Saison 2006/07 trat die Mannschaft erneut den Abstieg in die B Grupa an. In der Saison 2009/10 konnte der Abstieg aus der B Grupa als Tabellenvierzehnter knapp vermieden, nachdem in den Vorsaisons die Mannschaft eigentlich im oberen Tabellendrittel der Gruppe West sich platzieren konnte. Ab der Folgesaison spielte die Mannschaft nicht mehr in der B Grupa. Die Mannschaft trat in der Regionalliga an und konnte in der Saison 2011/12 wieder in die W Grupa aufsteigen. In den Saisons 2013/14 und 2014/15 war Samokow wieder in der vierten bulgarischen Liga. Seitdem ist der Verein mit seiner Mannschaft in der dritten bulgarischen Liga vertreten.

## Stadion
Rilski sportist spielt im Iskar-Stadion, das Platz für 5000 Zuschauer bietet. Das Stadion befindet sich gleich neben dem städtischen Park von Samokow. Das Stadion wurde 1972 erbaut und hat eine Spielfläche von 110 × 82 Metern. Die meisten Besucher hatte das Stadion im Oktober 2002 bei einem Spiel gegen Lewski Sofia.

## Erfolge (Auswahl)
- Aufstieg in die erste bulgarische Liga: 2002/03, 2006/07
- Viertelfinale für Sowjetarmee-Pokal: 1951 (gegen Spartak Sofia)
- Viertelfinale im bulgarischen Pokal: 2001/02 (gegen den späteren Pokalsieger Levski Sofia), 2005/06 (gegen Shumen 2010)

## Trainer (Auswahl)
- Michail Waltschew: 2000/01 und 2002/03
- Angel Slawkow: von 2006 bis 2008 und 2010
- Peter Adzhov: von 2010 bis 2016, 2017 und 2019/20
- Wojn Wojnow: 2016/17 und 2018
- Wladimir Iwanow: 2020/21

## Bekannte Personen (Auswahl)
- Iwajlo Jordanow: Jugendspieler und bis 1989 im Verein
- Michail Waltschew: 1988/89 als Stürmer im Verein und später Trainer der Mannschaft
- Ivan Gemedzhiev: Jugendspieler und bis 1993 im Verein, dann bis zu seinem Karriereende 2011 als Stürmer im Verein
- Nikolaj Tschawdarow: von 2000 bis 2003, 2009/10 und von 2011 bis zu seinem Karriereende 2016 als Torhüter im Verein
- Peter Adzhov: von 2004 bis zu seinem Karriereende 2008 als Mittelfeldspieler im Verein, später von 2007 bis 2010 Co-Trainer und anschließend Trainer der Mannschaft
- Wassil Kirow: von 2001 bis 2003, 2006/07 und von 2010 bis zu seinem Karriereende 2019 als Mittelfeldspieler im Verein
- Kalin Schtarkow: von 2006 bis 2008 als Abwehrspieler im Verein
- Iwan Karadschow: 2007/08 als Torhüter (Leihe) im Verein